# Osonica
Osonica (izvirno srbsko Осоница) je naselje v Srbiji, ki upravno spada pod Občino Ivanjica; slednja pa je del Moraviškega upravnega okraja.

## Demografija
V naselju živi 712 polnoletnih prebivalcev, pri čemer je njihova povprečna starost 41,3 let (40,9 pri moških in 41,6 pri ženskah). Naselje ima 206 gospodinjstev, pri čemer je povprečno število članov na gospodinjstvo 4,17.
To naselje je, glede na rezultate popisa iz leta 2002, večinoma srbsko.
|  |

| Demografija | Demografija     | Demografija     |
| Leto        | Št. prebivalcev | Št. prebivalcev |
| ----------- | --------------- | --------------- |
|             |                 |                 |
|             |                 |                 |
|             |                 |                 |
|             |                 |                 |
| 1948        | 1374            |                 |
| 1953        | 1508            |                 |
| 1961        | 1550            |                 |
| 1971        | 1415            |                 |
| 1981        | 1129            |                 |
| 1991        | 943             | 932             |
| 2002        | 861             | 860             |
|             |                 |                 |

| Etnična sestava po popisu iz leta 2002 | Etnična sestava po popisu iz leta 2002 | Etnična sestava po popisu iz leta 2002 | Etnična sestava po popisu iz leta 2002 | Etnična sestava po popisu iz leta 2002 |
| -------------------------------------- | -------------------------------------- | -------------------------------------- | -------------------------------------- | -------------------------------------- |
| Srbi                                   | Srbi                                   |                                        | 851                                    | 98,95%                                 |
| Črnogorci                              | Črnogorci                              |                                        | 2                                      | 0,23%                                  |
| Slovaki                                | Slovaki                                |                                        | 1                                      | 0,11%                                  |
| Jugoslovani                            | Jugoslovani                            |                                        | 1                                      | 0,11%                                  |
| Neznano                                | Neznano                                |                                        | 4                                      | 0,46%                                  |